# En été, la Bohémienne
Cet article possède un paronyme, voir La Bohémienne.
En été, la Bohémienne (ou En été, ou La Bohémienne, ou Lise) est une œuvre du peintre impressionniste français Pierre-Auguste Renoir datant de 1868. Exposé au Salon de 1869, elle est conservée à l'Alte Nationalgalerie de Berlin,.

## Description
L'œuvre En été est un portrait d'une femme jeune, Lise Théhot, qui a été la modèle de Renoir jusqu'en 1872, posant dans une vingtaine de ses tableaux. Le portrait est naturaliste avec une composition simple, une jeune femme assise de face, les mains jointes sur un fond de végétation dense. La jeune femme porte un corsage très léger et estival et une jupe rayée. Renoir reprend le stéréotype de la bohémienne, rappelant la célèbre Esmeralda du roman de Victor Hugo, Notre Dame de Paris. La toile a été admise au Salon de 1869.
En 1864, Renoir déjà avait peint une œuvre sur ce thème, intitulé Esmeralda dansant avec sa chèvre, le tableau avait été bien accueilli au Salon de 1864, mais le peintre l'avait détruit dès la fin de l'exposition, le jugeant sombre et académique.

## Analyse
Théodore Duret dit dans son œuvre Histoire des peintres impressionnistes qu'elle est la première des œuvres impressionnistes de Renoir, la considérant comme étant à l'origine du cheminement de Renoir vers la peinture à l'air libre.

## Provenance
- Mars 1873 : le critique d'art Théodore Duret acquiert le tableau pour 400 francs auprès d'un marchand d'art parisien anonyme, rue La Bruyère.
- Il aurait ensuite appartenu à Léon Monet qui l'aurai cédé à François Depeaux.
- Le tableau est dans la collection de François Depeaux à Rouen.
- 31 mai-1er juin 1906 : lors d'une vente aux enchères de la collection Dupeaux, trois marchands d'art (Durand-Ruel, Paul Rosenberg et Bernheim-Jeune) achètent conjointement l'œuvre pour 4 500 francs.
- Novembre 1906 : grâce à l'intervention de Paul Cassirer, le tableau est acheté par la Nationalgalerie de Berlin pour 8 000 marks. L'achat est financé par l'épouse du banquier Mathilde Kappel.
- 1919 : transfert au Kronprinzenpalais où la Nationalgalerie ouvre un département d'art moderne.
- 1945 : après la Seconde Guerre mondiale, le tableau est placé dans l'orangerie du château de Charlottenburg.
- 1968 : transféré à la Neue Nationalgalerie.
- Après la réunification allemande , le tableau retourne à l'Alte Nationalgalerie.